# Natação no Campeonato Mundial de Esportes Aquáticos de 2013 - 4x200 m livre feminino
A prova do revezamento 4x200 metros livre feminino da natação no Campeonato Mundial de Esportes Aquáticos de 2013 ocorreu no dia 1 de agosto no Palau Sant Jordi  em Barcelona. 

## Recordes
Antes desta competição, os recordes mundiais e do campeonato nesta prova eram os seguintes:
| Tipo                  | Atleta | Tempo   | Local | Data                |
| --------------------- | ------ | ------- | ----- | ------------------- |
|                       | China  | 7:42.08 | Roma  | 30 de julho de 2009 |
| Recorde do campeonato | China  | 7:42.08 | Roma  | 30 de julho de 2009 |

## Medalhistas
| Ouro                                                                              | Prata                                                                        | Bronze                                                                     |
| Estados Unidos · Katie Ledecky · Shannon Vreeland · Karlee Bispo · Missy Franklin | Austrália · Bronte Barratt · Kylie Palmer · Brittany Elmslie · Alicia Coutts | França · Camille Muffat · Charlotte Bonnet · Mylène Lazare · Coralie Balmy |

## Resultados

### Eliminatórias
Esses foram os resultados das eliminatórias.
| Pos. | Bateria | Raia | Nadadoras                                                                                                   | Nacionalidade  | Tempo   | Notas            |
| ---- | ------- | ---- | --- | -------------- | ------- | ---------------- |
| 1    | 1       | 3    | Ye Shiwen (1:57.43) Shao Yiwen (1:57.69) Guo Junjun (1:58.26) Zhang Wenqing (1:59.12)                       | China          | 7:52.50 | Q                |
| 2    | 1       | 4    | Brittany Elmslie (1:57.70) Emma McKeon (1:58.24) Ami Matsuo (1:58.61) Alicia Coutts (1:58.14)               | Austrália      | 7:52.69 | Q                |
| 3    | 2       | 4    | Chelsea Chenault (1:58.95) Karlee Bispo (1:57.74) Madeline Dirado (1:58.48) Jordan Mattern (1:57.86)        | Estados Unidos | 7:53.03 | Q                |
| 4    | 2       | 2    | Melanie Costa (1:57.90) Patricia Castro (1:59.27) Beatriz Gómez Cortés (1:59.25) Mireia Belmonte (1:58.48)  | Espanha        | 7:54.90 | Q                |
| 5    | 2       | 5    | Charlotte Bonnet (1:58.31) Mylène Lazare (1:59.81) Isabelle Mabboux (2:01.14) Coralie Balmy (1:57.12)       | França         | 7:56.38 | Q                |
| 6    | 1       | 5    | Samantha Cheverton (1:58.95) Barbara Jardin (1:58.43) Brittany MacLean (1:58.82) Savannah King (2:00.44)    | Canadá         | 7:56.64 | Q                |
| 7    | 2       | 6    | Chihiro Igarashi (1:58.55) Haruka Ueda (1:59.56) Yasuko Miyamoto (1:59.06) Aya Takano (1:59.69)             | Japão          | 7:56.98 | Q                |
| 8    | 2       | 3    | Alice Mizzau (1:58.93) Martina de Memme (1:59.04) Diletta Carli (2:00.49) Federica Pellegrini (1:58.95)     | Itália         | 7:57.41 | Q                |
| 9    | 1       | 6    | Viktoriya Andreyeva (1:58.40) Veronika Popova (1:58.38) Mariya Baklakova (2:00.38) Ksenia Yuskova (2:01.96) | Rússia         | 7:59.12 |                  |
| 10   | 2       | 7    | Jéssica Cavalheiro (2:02.72) Manuella Lyrio (2:00.64) Larissa Oliveira (2:02.94) Carolina Bilich (2:03.17)  | Brasil         | 8:09.47 |                  |
| 11   | 1       | 7    | Liliana Ibáñez (2:01.45) Fernanda González (2:04.42) Rita Medrano (2:04.26) Susana Escobar (2:01.43)        | México         | 8:11.56 | Recorde nacional |
| 12   | 1       | 2    | Quah Ting Wen (2:02.70) Lynette Lim (2:03.22) Amanda Lim (2:04.59) Mylene Ong (2:05.40)                     | Singapura      | 8:15.91 |                  |
| 13   | 2       | 1    | Park Jin-Young (2:08.20) Hwang Seo-Jin (2:08.80) An Se-Hyeon (2:09.16) Han Na-Kyeong (2:06.82)              | Coreia do Sul  | 8:32.98 |                  |

### Final
Esse foi o resultado da final. 
| Pos.              | Raia | Nadadoras                                                                                                  | Nacionalidade  | Tempo   | Notas            |
| ----------------- | ---- | --- | -------------- | ------- | ---------------- |
| Medalha de ouro   | 3    | Katie Ledecky (1:56.32) Shannon Vreeland (1:56.97) Karlee Bispo (1:57.58) Missy Franklin (1:54.27)         | Estados Unidos | 7:45.14 |                  |
| Medalha de prata  | 5    | Bronte Barratt (1:57.04) Kylie Palmer (1:56.29) Brittany Elmslie (1:56.42) Alicia Coutts (1:57.33)         | Austrália      | 7:47.08 |                  |
| Medalha de bronze | 2    | Camille Muffat (1:56.45) Charlotte Bonnet (1:56.81) Mylène Lazare (1:59.15) Coralie Balmy (1:56.02)        | França         | 7:48.43 |                  |
| 4                 | 4    | Ye Shiwen (1:57.17) Shao Yiwen (1:57.54) Guo Junjun (1:58.02) Qiu Yuhan (1:57.06)                          | China          | 7:49.79 |                  |
| 5                 | 6    | Melanie Costa (1:56.50) Patricia Castro (1:59.06) Mireia Belmonte (1:58.56) Beatriz Gómez Cortés (1:59.08) | Espanha        | 7:53.20 | Recorde nacional |
| 6                 | 7    | Samantha Cheverton (1:59.23) Barbara Jardin (1:58.19) Brittany MacLean (1:58.03) Savannah King (2:00.03)   | Canadá         | 7:55.48 |                  |
| 7                 | 8    | Alice Mizzau (1:59.84) Martina de Memme (1:58.60) Diletta Carli (2:00.74) Federica Pellegrini (1:58.73)    | Itália         | 7:57.91 |                  |
| 8                 | 1    | Chihiro Igarashi (1:58.41) Haruka Ueda (1:59.55) Yasuko Miyamoto (1:59.81) Aya Takano (2:00.38)            | Japão          | 7:58.15 |                  |

Legenda
| Recorde mundial       | Recorde mundial (World record)               |                       | Recorde africano                      | Recorde africano (African) |                                           | Q | Classificado por posição (Qualified) |
| Recorde do campeonato | Recorde do campeonato (Championship record)  | Recorde da América    | Recorde da América (Americas)         | q                          | Classificado por melhor tempo (Qualified) |   |                                      |
| Melhor marca do ano   | Melhor marca do ano (World leading)          | Recorde asiático      | Recorde asiático (Asian)              | DNS                        | Não largou (Did not start)                |   |                                      |
| Recorde nacional      | Recorde nacional (National record)           | Recorde europeu       | Recorde europeu (European)            | DNF                        | Não terminou (Did not finish)             |   |                                      |
| Recorde pessoal       | Recorde pessoal do atleta (Personal best)    | Recorde da Oceania    | Recorde da Oceania (Oceania)          | DSQ / DQ                   | Desclassificado (Disqualified)            |   |                                      |
| Recorde da temporada  | Recorde da temporada do atleta (Season best) | Recorde sul-americano | Recorde sul-americano (South America) | NM                         | Sem marca (No mark)                       |   |                                      |